# South Derbyshire
South Derbyshire är ett distrikt (motsvarande kommun) i grevskapet Derbyshire i England, Storbritannien. Distriktet har 111 133 invånare (2022).
Större orter är Hilton och Swadlincote.    Distriktet är indelat i 50 civil parishes förutom orten Swadlincote som saknar civil parish.